# Йоанис Питас
Йоанис Питас (на гръцки: Ιωάννης Πίττας) е кипърски футболист, който играе като централен нападател. Състезател е на ЦСКА София.

## Кариера

### Аполон
Той дебютира в първенството на Кипър като част от Аполон Лимасол на 31 октомври 2015 г. в мача от 9-ия кръг срещу Докса Катокопия, в който влиза като резерва в 90-ата минута. В Аполон печели два пъти Купата на Кипър през 2016 г. и 2017 г. Питас изиграва сезон 2018/19 под наем за Еносис Паралимни, където изиграва 28 мача и отбелязва 9 гола.

### АИК
На 30 юни 2023 г. Питас преминава в шведския АИК, където подписва договор до 30 ноември 2025 г. Според някои информации АИК плаща 800 000 евро за подписа на играча.
Питас вкарва първия си гол за клуба в дебюта си, при 1:1 като гост срещу Калмар. На 24 септември 2023 г. Питас се превръща в герой на дербито за АИК, когато вкарва и двата гола при победата с 2:0 срещу вечния съперник Юргорденс на Френдс Арена. Във финалния кръг на Алсвенскан 2023, Питас отбелязва хеттрик за 14 минути срещу ИФК Вернаму, осигурявайки оставането на АИК за сезон 2024. Питас завършва сезона като голмайстор на клуба с девет гола в 13 мача, въпреки факта, че изиграва по-малко мачове от подгласника си Руи Модесто с шест гола.
На 5 май 2024 г. Питас записва два гола и две асистенции при победата с 6:2 над Норкьопинг на Френдс Арена.

## Национален отбор
Прави своя дебют за националния отбор на Кипър на 8 юни 2019 г. в квалификация за Евро 2020 срещу Шотландия, като резерва в 80-ата минута на Андреас Макрис.

## Личен живот
Син е на бившия защитник на Аполон Лимасол и национал на Кипър Памбос Питас.

## Успехи
Аполон (Лимасол)
- Кипърска първа дивизия: 2021/22
- Купа на Кипър: 2016, 2017
- Суперкупа на Кипър: 2016, 2017, 2022

### Индивидуални
- Голмайстор на Кипърска първа дивизия: 2022/23 (18 гола)